# Arroz negro
O arroz negro  é um prato de arroz seco, cozinhado numa paella ou panela de barro, de aspecto e sabor característicos que o distinguem do arròs a banda. É confeccionado com base morralla (peixe para sopa ou para comer frito) no caldo, o refogado de cebola e alho picado, e os pedaços de choco, calamar e gambas, juntamente com a tinta natural do calamar. É comum fazer-se acompanhar de alioli.
Na Catalunha, o prato é consumido tradicionalmente na comarca do Ampurdão. O prato é também popular em Cuba e Porto Rico, onde é conhecido pelo nome de arroz con calamares.